# الوعلية (المفتاح)

تعديل مصدري - تعديل

الوعلية هي إحدى قرى عزلة الجبر الاعلى بمديرية المفتاح التابعة لمحافظة حجة، بلغ تعداد سكانها 2990 نسمة حسب تعداد اليمن لعام 2004.